# Landsbach
Landsbach ist ein Gemeindeteil der Gemeinde Untermerzbach im unterfränkischen Landkreis Haßberge in Bayern.

## Geografie
Der Weiler liegt im östlichen Teil des Landkreises in einem rechten Seitental der Itz, das vom Landsbach durchflossen wird. Etwa drei Kilometer östlich befindet sich Ebern. Die Kreisstraße HAS 51 nach Ebern führt an dem Ort vorbei.

## Geschichte
Der Ortsname bedeutet eventuell Bachort eines Landamar.
Die erste urkundliche Erwähnung war 1653 im Rahmen einer Güterbeschreibung als „Lanßbach“. Das Amt Gleusdorf übte die Vogtei über das Banzer Grundholden aus.
1818 entstand der Gemeindeverband Gleusdorf, bestehend aus dem Kirchdorf Gleusdorf, dem Weiler Hemmendorf und der Einöde Landsbach. 1830 wurde Landsbach als Hof mit zwei Wohnhäusern beschrieben. 1862 wurde die Ruralgemeinde Gleusdorf in das neu geschaffene bayerische Bezirksamt Ebern eingegliedert, wo es zum Landgericht Baunach gehörte. 1871 hatte Landsbach 14 Einwohner. Die katholische Bekenntnisschule befand sich im 1,5 Kilometer entfernten Gleusdorf und die katholische Pfarrei im 4,0 Kilometer entfernten Mürsbach.
Im Jahr 1900 zählte die 717,56 Hektar große Gemeinde Gleusdorf 67 Wohngebäude und 289 Einwohner, von denen 194 Katholiken, 87 evangelisch und 8 Juden waren. Das katholisch geprägte Landsbach hatte 9 Einwohner und 2 Wohngebäude. 1925 lebten in der Einöde 14 Personen in 2 Wohngebäuden. 1950 hatte der Ort 16 Einwohner und 2 Wohngebäude. Die evangelischen Einwohner gehörten zum Sprengel der Pfarrei Lahm. Im Jahr 1961 zählte Landsbach 14 Einwohner und weiterhin 2 Wohngebäude. Die Schule befand sich in Gleusdorf. 1970 waren es 11 und 1987 16 Einwohner sowie 3 Wohngebäude mit 3 Wohnungen.
Am 1. Juli 1972 wurde der Landkreis Ebern aufgelöst und die Gemeinde Gleusdorf kam zum Haßbergkreis. Am 1. Mai 1978 folgte die Eingliederung der Gemeinde Gleusdorf in Untermerzbach und Landsbach wurde ein Gemeindeteil dieser Gemeinde.